# Рота

Стандартне позначення піхотної роти в НАТО

Ро́та (від нім. Rotte), со́тня, в арміях багатьох країн компа́нія — військове формування, тактичний підрозділ, що, як правило, складається з декількох взводів, штатним командиром роти є капітан або майор.
Зазвичай рота входить до складу батальйону, але іноді існують роти як самостійні окремі формування. Вони не входять до складу батальйону чи полку, а підпорядковуються військовим з'єднанням вищого рівня (дивізія, корпус). Чисельність роти в більшості армій світу — 80 - 250 військовослужбовців, залежно від країни та функціонального призначення.
В арміях НАТО рота (company) є найменшим формуванням яке містить штаб.  
В артилерії роті структурно відповідає батарея, в авіації — ескадрилья, у кінноті, чи в  бронетанкових військах —  сквадрон.

## Історія
Сучасна військова рота була популяризована під час реорганізації шведської армії у 1631 році королем Густавом II Адольфом. Для адміністративних цілей піхота була поділена на роти з 150 чоловік, згруповані в полки з восьми рот. Тактично піхотні роти були організовані в батальйони і разом з кавалерійськими загонами та артилерійськими батареями формували бригади.
У складі Червоного козацтва, УГА та УПА аналогічним роті підрозділом була сотня, що налічувала 100-150 бійців та складалася з трьох стрілецьких чот і однієї кулеметної чоти. Сотні входили до складу куренів або були окремими загонами.

## Організація

### NATO
За термінологією NATO рота - це формування за чисельністю більше за взвод, але меньше за батальон також - одиниця, що складається з одного або більше взводів, зазвичай одного типу, що має штаб та обмежені можливості самозабезпечення. Стандартний символ NATO складається з прямокутної піктограми, що відповідає роду військ, та однієї вертикальної смуги (I) над нею.
Різні члени НАТО використовують різні назви та розміри для військових з'єднань цієї формації.
| Belgium        | Compagnie, escadron, or batterie                                 |
| Bulgaria       | Rota (рота), or batareja (батарея)                               |
| Canada         | Company, squadron, battery, or flight                            |
| Czech Republic | Rota, baterie, or roj                                            |
| Denmark        | Kompagni, eskadron, or batteri                                   |
| France         | Compagnie, batterie, or escadron                                 |
| Germany        | Kompanie, Batterie, Staffel, Boot, or Inspektion                 |
| Greece         | Lochos, pyrovolarchia, or ili                                    |
| Hungary        | Század or űteg                                                   |
| Italy          | Compagnia, squadrone, batteria, autoreparto, or complesso minore |
| Lithuania      | Kuopa, baterija, or grandis                                      |
| Netherlands    | Compagnie, eskadron, or batterij                                 |
| Norway         | Kompani, eskadron, batteri, or stridsgruppe                      |
| Poland         | Kompania, bateria, or szwadron                                   |
| Portugal       | Companhia, bateria, or esquadrao                                 |
| Spain          | Compañía, batería, escuadrón, or subgrupo táctico                |
| Romania        | Companie, baterie, escadron, or grup tactic                      |
| Turkey         | Bölük or batarya                                                 |
| United Kingdom | Company, squadron, battery, or combat group.                     |
| United States  | Company, battery, or troop                                       |

### Збройні сили України
У складі Збройних сил України механізована і танкова роти є основними тактичними підрозділами, які, взаємодіючи між собою, з підрозділами артилерії та інших родів військ і спеціальних військ, виконують основне завдання безпосереднього ураження противника в ближньому бою.

#### Механізована рота
Механізована рота на БМП має у своєму складі:
- Управління роти (9 чол., 1 БМП): командир роти, заступник командира з виховної роботи, старший технік роти, старшина роти, санінструктор, командир БМП, старший механік-водій, снайпер, оператор СБР-3 (станція ближньої розвідки).
- 3 механізовані взводи (по 31 чол., 3 БМП)

Всього в механізованій роті: 102 чол., 10 БМП, 9 РПГ-7, 3 кулемети ПК.
Структура механізованої роти на БТР аналогічна структурі роти на БМП.

#### Танкова рота
До складу танкової роти входять:
- Управління роти (6 чол., 1 танк): командир роти, заступник командира з виховної роботи, заступник командира з озброєння, старшина роти, командир танка, старший механік-водій.
- 3 танкові взводи (по 9 чол., 3 танки)

Всього у танкові роті: 33 чол., 10 танків.

### Збройні сили СРСР

#### Мотострілецька рота
Радянська мотострілецька рота могла пересуватись як на БТР, так і на БМП. Командиром роти був капітан.
Наприкінці 1980-х мотострілецька рота на БТР складалась з:
- Управління роти (8 чол., 1 БТР): командир роти, заступник командира по виховній роботі, старшина роти, старший технік роти, старший водій, кулеметник БТР, санітар-інструктор, оператор СБР (станції ближньої розвідки).
- 3 мотострілецьких взводи (84 чол., по 3 БТР на взвод).
- Протитанково-кулементний взвод (19 чол., 2 БТР): управління, кулеметне відділення (кулемет ПК), протитанкове відділення (ПТРК Метис).

Всього в роті 111 чоловік (6 офіцерів), 12 БТР.
Рота на БМП відрізнялась тим, що в ній був кулеметний взвод замість протитанково-кулеметного. Всього налічувала 111 чоловік, 12 БМП.
На рубежі 90-х кулеметний (протитанково-кулеметний) взвод були ліквідовані, кулеметні розрахунки були передані в управління взводів, скоротилось по одній БМП (БТР). В роті на БТР залишилось протитанкове відділення. В роті на БМП в управління додали 1 БМП, 3 чоловіка. Склад роти на БТР став 107 чол., на БМП — 101 чол., по 11 БТР (БМП).

#### Танкова рота
Танкова рота ЗС СРСР наприкінці 80-х мала на озброєнні танки Т-72, Т-80, Т-64, Т-62.
Танкова рота танкового полку мала наступний склад:
- Управління (6 чол., 1 танк)
- 3 танкові взводи (всього 27 чол., по 3 танки на взвод)

Всього налічувала 33 чол., 10 танків.
Танкова рота мотострілецького полку була посиленою і складалася з:
- Управління (6 чол.)
- 3 танкові взводи (всього 36 чол., по 4 танки на взвод)

Всього налічувала 42 чол., 13 танків.